# Reisstraße
Reisstraße är en ort i kommunen Weißkirchen in Steiermark i distriktet Murtal i förbundslandet Steiermark i Österrike. Reisstraße var tidigare en självständig kommun, men blev den 1 januari 2015 en del av kommunen Weißkirchen in Steiermark.
Kommunen bestod av två orter (Ortschaften) (inom parentes invånarantal 1 januari 2024):
- Kothgraben (35)
- Reisstraße (128)